# In situ (label discographique)
Pour les articles homonymes, voir In situ.
Le label In Situ est un label discographique français existant depuis 1989. Il publie des enregistrements de musique improvisée.

## Histoire
L'origine du label remonte aux décades de la musique improvisée, une série de concerts donnés en 1985 dans la galerie Maximilien Guiol, à Paris. L'un des organisateurs, le violoncelliste Didier Petit, créera le label sur lequel il publiera des enregistrements effectués lors de ces concerts - par exemple un concert solo du saxophoniste Steve Lacy. Depuis lors, le label publie des enregistrements d'improvisateurs, la plupart du temps effectués en France - dont le triple album ICIS enregistré aux Instants Chavirés.
Les disques ont longtemps eu une identité visuelle très marquée, pour laquelle seules trois couleurs étaient utilisées ; un fond rouge sur lequel sont apposés des caractères noirs et blancs.
En 2002, Didier Petit a confié la direction artistique du label à Théo Jarrier.

## Quelques titres
- Steve Lacy, solo, 1991
- Denis Colin, Seul, 1991
- Jac Berrocal, La nuit est au courant, 1991
- Denis Colin, Trois, 1992
- Franco d'Andrea & Hervé Bourde (de), Paris - Milano, 1992
- Michel Doneda, L'élémentaire sonore, 1992
- Michel Doneda, Lê Quan Ninh & Dominique Regef, Soc, 1993
- ICIS, les Instants Chavirés - toute la musique improvisée In Situ, coffret de trois CD, 1997
- Denis Colin Trio, Fluide, 1998
- Hélène Breschand joue Berio, Breschand, Cage, Taïra, Tiêt, 2000, réédition 2015
- Sophie Agnel & Olivier Benoît (de), Rip-stop, 2002
- Didier Petit & Terje Isungset, Live at Vossa Jazz, 2006
- François Tusques & Carles Andreu (ca), Arc Voltaic
- Jean-Pierre Drouet, Fred Frith, Louis Sclavis, Contretemps, 2011
- Didier Petit, Anthropique (sur les routes de Bourgogne), 2015